# Laurent Capelluto
Laurent Capelluto (Kinshasa, 16 marzo 1971) è un attore belga, attivo sia a teatro che al cinema.

## Biografia
Nato da genitori italiani a Kinshasa, allora capitale della Repubblica dello Zaire, Capelluto passa la sua adolescenza in Europa, stabilendosi a Bruxelles, in Belgio. Intraprende i propri studi in recitazione al Conservatorio Reale di Bruxelles, al termine dei quali comincia a esibirsi per il Théâtre National de Belgique. Dopo diversi anni trascorsi sul palcoscenico, Capelluto debutta al cinema nel 2003, ottenendo un ruolo di supporto nel primo lungometraggio del regista Sam Garbarski. Riceve il plauso della critica cinque anni più tardi in seguito all'interpretazione di Simon Vuillard in Racconto di Natale (2008), scritto e diretto da Arnaud Desplechin, grazie alla quale viene candidato al premio César per la migliore promessa maschile.
Successivamente, Capelluto ottiene dei ruoli nei film di Michel Hazanavicius, Jaco Van Dormael, Michael Haneke e Hirokazu Kore'eda, tra gli altri. Durante la sua carriera ha ricevuto sei candidature ai premi Magritte, vincendo due volte come miglior attore non protagonista.

## Filmografia parziale

### Cinema
- Racconto di Natale (Un conte de Noël), regia di Arnaud Desplechin (2008)
- Agente speciale 117 al servizio della Repubblica - Missione Rio (OSS 117: Rio ne répond plus), regia di Michel Hazanavicius (2009)
- Mr. Nobody, regia di Jaco Van Dormael (2009)
- Simon Werner a disparu..., regia di Fabrice Gobert (2010)
- Où va la nuit, regia di Martin Provost (2011)
- Niente da dichiarare? (Rien à déclarer), regia di Dany Boon (2011)
- Amour, regia di Michael Haneke (2012)
- Le Temps de l'aventure, regia di Jérôme Bonnell (2013)
- L'enquête, regia di Vincent Garenq (2014)
- Je suis un soldat, regia di Laurent Larivière (2015)
- Vengo subito (Je suis à vous tout de suite) (2015), regia di Baya Kasmi
- Faut pas lui dire, regia di Solange Cicurel (2016)
- Le verità (La Vérité), regia di Hirokazu Kore'eda (2019)
- Il patto del silenzio - Playground (Un monde), regia di Laura Wandel (2021)

### Televisione
- Les Revenants – serie TV, 7 episodi (2015)
- Black Spot – serie TV (2017-2019)
- Into the Night – serie TV (2020-)

## Doppiatori italiani
Nelle versioni italiane dei suoi film, Laurent Capelluto è stato doppiato da:
- Alessio Cigliano in Racconto di natale
- Sacha Pilara in Agente speciale 117 al servizio della Repubblica - Missione Rio
- Luigi Ferraro in Niente da dichiarare?
- Andrea Lopez in La verità
- Roberto Gammino in Blackspot
- Franco Mannella in Into The Night

## Riconoscimenti
- Premio César
  - 2009 – Candidatura alla migliore promessa maschile per Racconto di Natale
- Premio Magritte
  - 2011 – Candidatura al miglior attore non protagonista per Agente speciale 117 al servizio della Repubblica - Missione Rio
  - 2012 – Candidatura al miglior attore non protagonista per Où va la nuit
  - 2014 – Miglior attore non protagonista per Le Temps de l'aventure
  - 2016 – Miglior attore non protagonista per L'enquête
  - 2017 – Candidatura al miglior attore non protagonista per Je suis un soldat
  - 2018 – Candidatura al miglior attore non protagonista per Faut pas lui dire